# 范神成
范神成（？—？），5世紀中期林邑国国王（在位：446年 - ?）。范陽邁二世之子。458年闰十二月，派遣長史范流做使者向中国南朝宋朝贡。

## 传記資料
- 《南史》

| 前任： 范阳迈二世 | 占城第三王朝第3代王 446年 - ? | 繼任： 范当根纯 |

1. ↑  《宋书》卷6：“〔大明二年〕十二月……閏月……壬戌，林邑國遣使獻方物。”卷8：“〔泰豫元年〕三月癸丑朔，林邑國遣使獻方物。”